# ملکه پودینگ‌ها
ملکه پودینگ‌ها (انگلیسی: Queen of Puddings) یک نوع دسر بریتانیایی است که از مربا و مرنگ تشکیل شده است.